# روث دريكسل
روث دريكسل (بالألمانية: Ruth Drexel )‏ (و. 1930 – 2009 م) هي ممثلة مسرحية، وممثلة أفلام ألمانية، ولدت في فيلزهوفن، توفيت في فيلدكيرشن (منطقة ميونخ)، عن عمر يناهز 79 عاماً، بسبب سرطان.

## جوائز
حصلت على جوائز منها:
- النيشان البافاري الماكسيميلياني للعلوم والفن (2003)
- جائزة الشاعرة البافارية [الإنجليزية]‏ (2001)
- رومي  [لغات أخرى]‏
- الميدالية الدستورية البافارية الذهبية ‏
- وسام الاستحقاق البافاري.

## وصلات خارجية
- روث دريكسل على موقع IMDb (الإنجليزية)
- روث دريكسل على موقع مونزينجر (الألمانية)
- روث دريكسل على موقع ألو سيني (الفرنسية)
- روث دريكسل على موقع ميوزك برينز (الإنجليزية)
- روث دريكسل على موقع أول موفي (الإنجليزية)
- روث دريكسل على موقع قاعدة بيانات الأفلام السويدية (السويدية)
- روث دريكسل على موقع ديسكوغز (الإنجليزية)
- روث دريكسل على موقع قاعدة بيانات الفيلم (الإنجليزية)
- روث دريكسل على موقع كينوبويسك (الروسية)